# Saint-Même-le-Tenu

Localització de Saint-Même-le-Tenu

Saint-Même-le-Tenu (en bretó Sant-Masen-ar-Porzh) és un municipi francès, situat a la regió de país del Loira, al departament de Loira Atlàntic, que històricament ha format part de la Bretanya. L'any 2006 tenia 1.120 habitants. Limita amb els municipis de Sainte-Pazanne, Fresnay-en-Retz, Machecoul, Saint-Lumine-de-Coutais i Saint-Mars-de-Coutais.

## Demografia
| 1962                                       | 1968 | 1975 | 1982 | 1990 | 1999 |
| ------------------------------------------ | ---- | ---- | ---- | ---- | ---- |
| 708                                        | 697  | 631  | 781  | 870  | 932  |
| Des de 1962: població sense dobles comptes |      |      |      |      |      |

## Administració
| Període   | Identitat         | Partit |
| --------- | ----------------- | ------ |
| 2001-2008 | Gilles Lefeuvre   |        |
| 2008-     | Hervé de Villepin |        |